# Siekierezada albo Zima leśnych ludzi

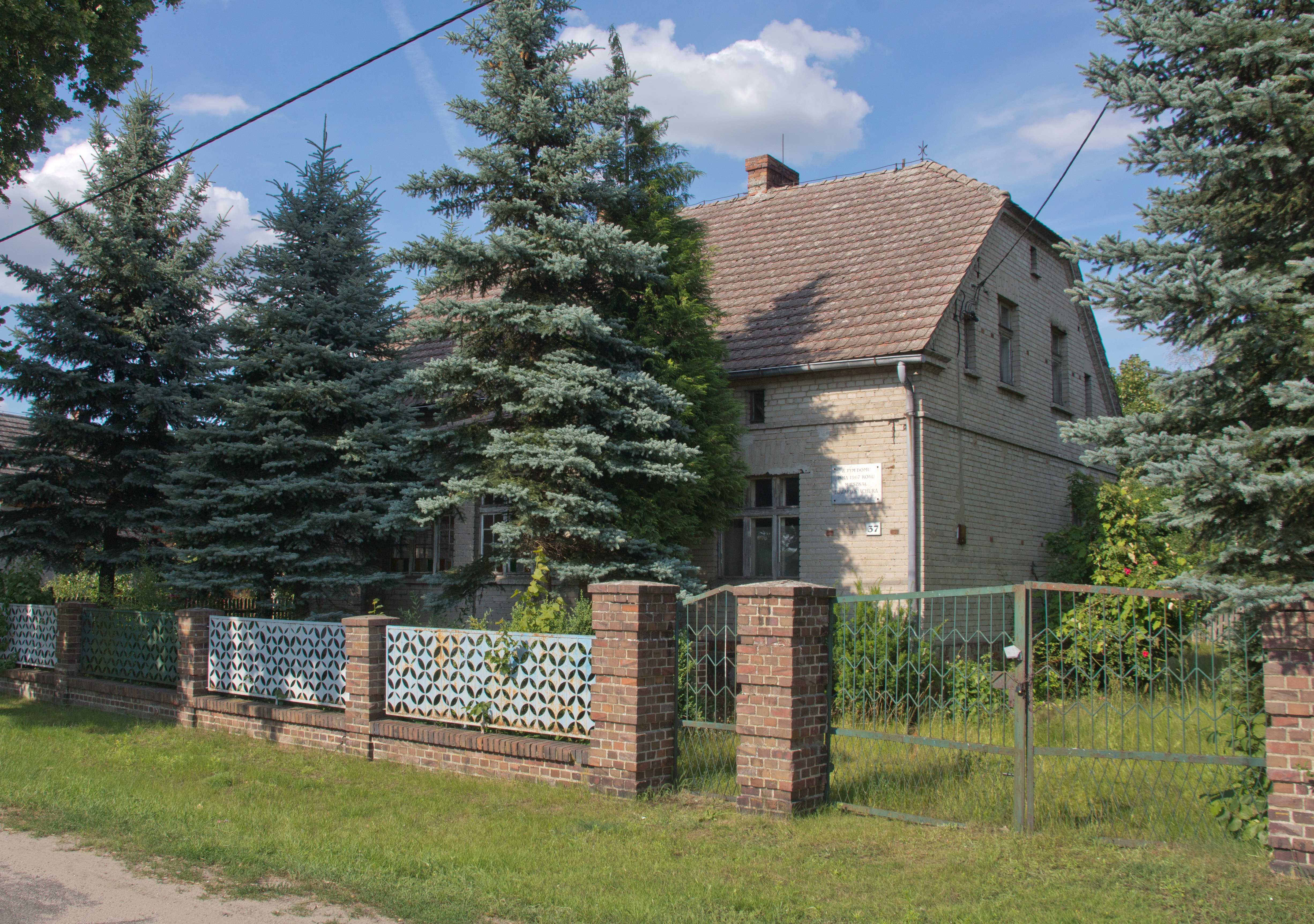
Dom w Grochowicach, w którym w roku 1967 mieszkał Edward Stachura, pracując zimą przy wyrębie lasu i zbierając obserwacje do powieści

Siekierezada albo Zima leśnych ludzi – powieść Edwarda Stachury z 1971 roku, za którą autor otrzymał Nagrodę im. Stanisława Piętaka w 1972 roku. W Encyklopedii PWN została zamieszczona na liście najbardziej znanych dzieł literatury polskiej.

## Treść
Janek Pradera, główny bohater powieści, chcąc uciec od dotychczasowego życia, zatrudnia się przy wyrębie lasu gdzieś na Ziemiach Zachodnich. W leśnej głuszy z dala od cywilizacji spędza czas na ciężkiej pracy oraz kontemplacji przyrody i codziennych czynności. Poznaje miejscowych ludzi, głównie przesiedleńców i szybko się z nimi zaprzyjaźnia. Wraz z nimi pracuje, pije i bawi się. To proste życie ma dla niego nieodparty urok, jednak nie pozwala mu do końca uciec od dawnych problemów i tęsknoty.

## Tłumaczenia
Powieść została przetłumaczona m.in. na język słowacki, czeski i bułgarski. 

## Film
Na podstawie powieści powstał w 1985 roku film w reżyserii Witolda Leszczyńskiego pt. Siekierezada.